# 그렉스
그렉스 유한책임회사(영어: Greggs plc)는 영국의 제빵 체인이다. 주력상품으로는 베이크와 소시지 롤, 샌드위치가 있으며 도넛과 바닐라 슬라이스 등의 스위트를 판매한다. 본사는 영국 북동부 뉴캐슬어폰타인에 있다. 런던 증권거래소 종목코드는 GRG이다.

## 역사
그렉스는 존 그렉이 1939년 문을 연 타인사이드 베이커리에서 시작되었다. 1951년 뉴캐슬의 고스포스에 첫 매장을 열었다. 그렉이  1964년에 사망하고 그의 형제인 콜린 그렉과 아들 이언 그렉이 빵집을 이어받게된다. 1972년부터 글래스고의 루터글렌을 시작으로 리즈, 런던, 이스트앵글리아, 맨체스터의 다른 제과점을 인수하며 사업을 확장해나갔다.

## 운영

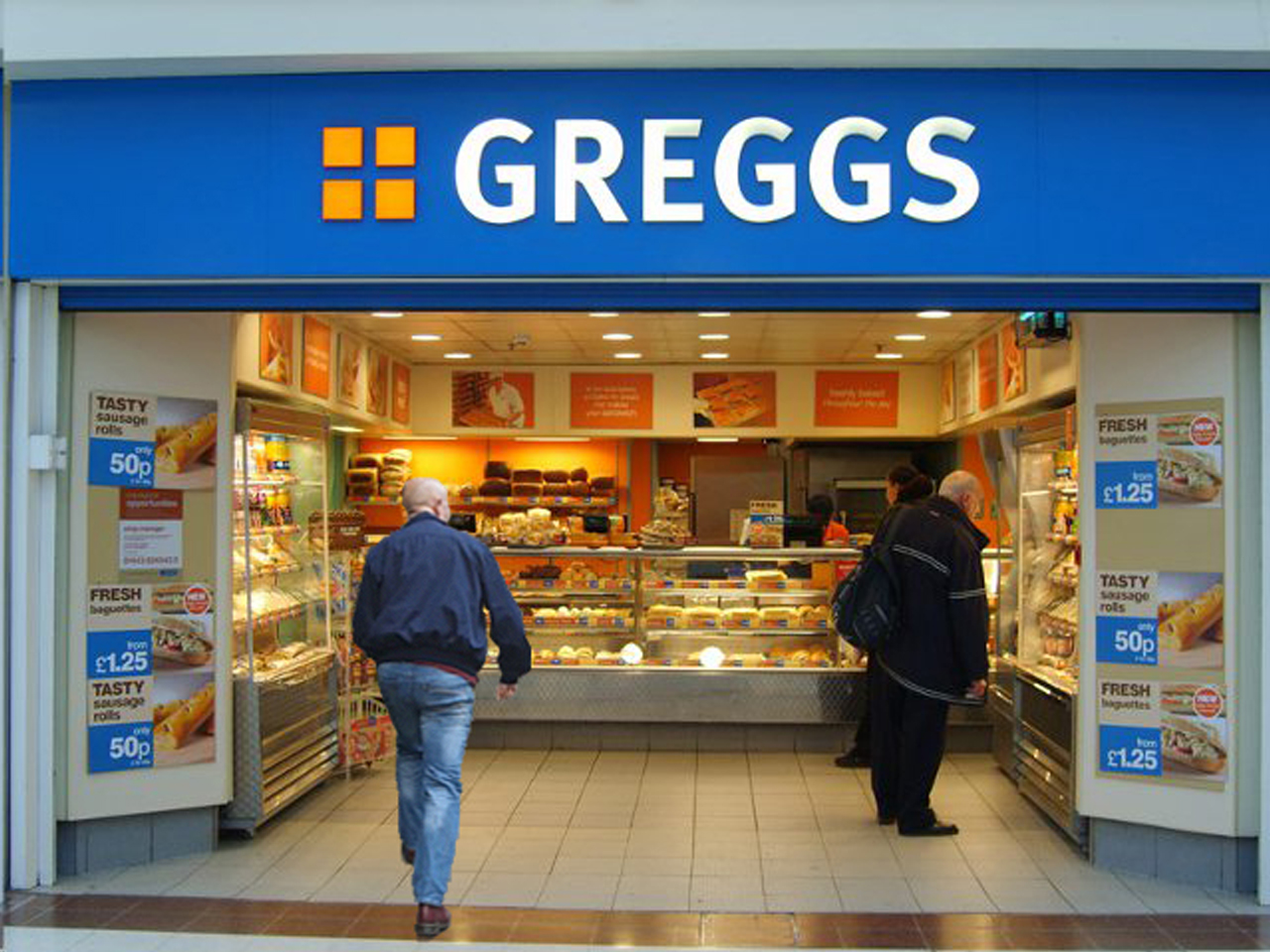
그렉스 매장 입구

영국 전역에 2,000개가 넘는 매장을 보유하고 있으며, 대다수는 마을 중심지와 도심에 위치해 있다.  2019년 현재 2,000개가 넘는 매장과 스코틀랜드식 스카치 파이 같은 지역 특산품을 만드는 9개의 지역 제과점을 보유하고 있으며 22,000명의 직원이 일하고 있다. 또한 할인점 브랜드 아이스랜드를 통해 베이크와 페이스트리 등 일부 제품을 판매한다.

## 상품

### 소시지 롤, 피자 및 패스트리

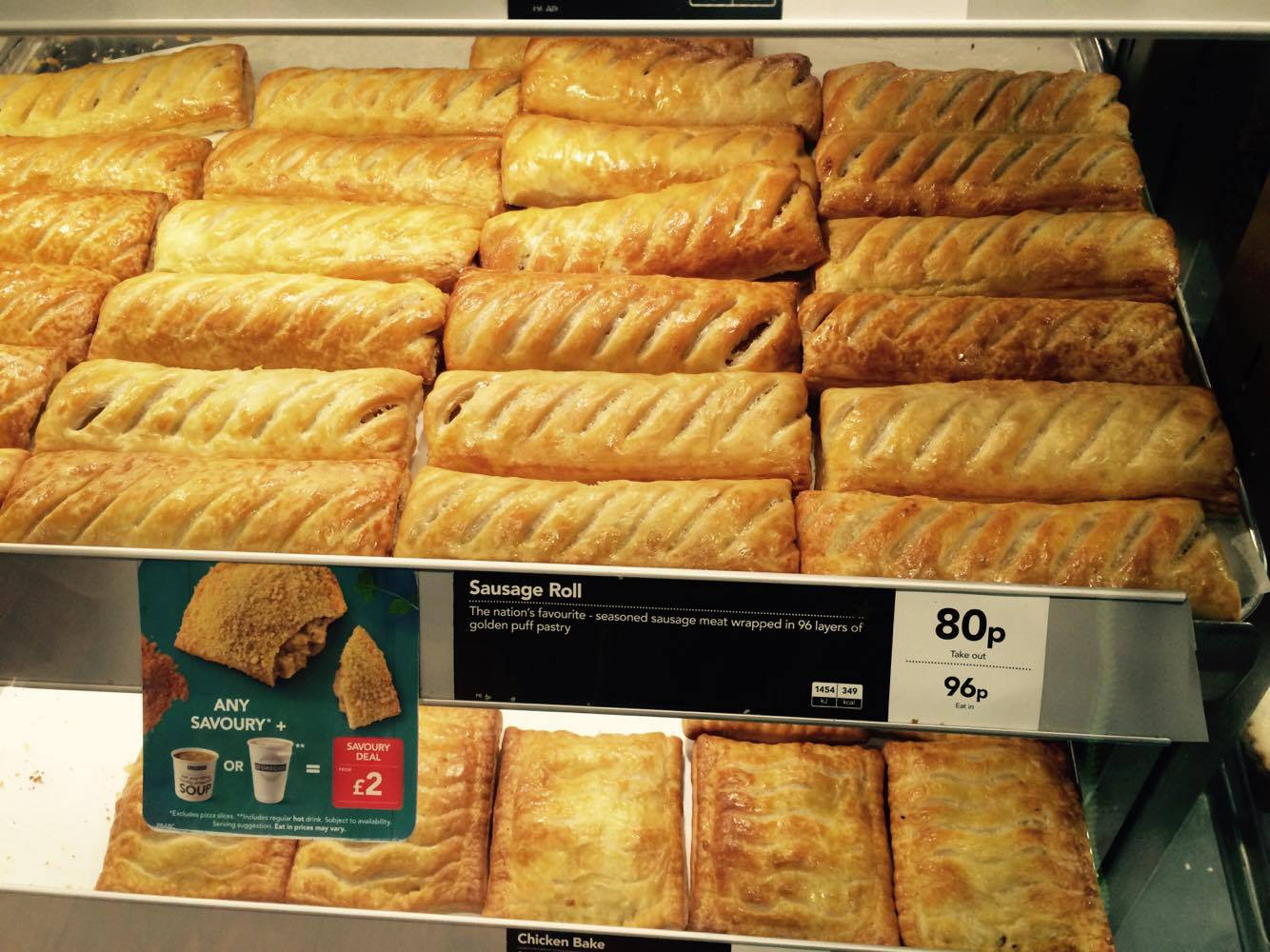
가판대에 놓인 소시지 롤

회사의 베스트셀러 제품은 소시지 롤로 매주 2백만 개 이상 판매된다. 매장에서 구운 소시지 롤을 개별적으로 판매하거나 고객이 집에서 데울 수 있도록 미리 구운 4개의 냉장 팩에 담아 판매한다.

### 채식주의자 먹거리
2019년 1월, 그렉스는 채식주의자 식품 브랜드인 퀀(Quorn) 회사와 파트너십을 맺고 비건 퀀(Quorn)으로 만든 비건 소시지 롤을 출시했다. 비건 소시지 롤이 출시된 후 그렉스는 영국 전역에서 눈에띄는 성장을 기록했으며 패스트 푸드 업계에서 채식주의자 상품을 출시할 수 있는 기반을 닦았다는 평가를 받았다. 이후 2020년 1월에는 고기가 들어가지 않은 스테이크 베이크를 출시했다.

### 수프
그렉스의 수프는 회사가 제공하는 건강식 상품으로 홍보된다. 계절별로 상이한 종류가 제공되며 이 중에서 치킨 카레 수프, 양념된 쇠고기와 쌀 수프, 토마토 크림 수프 등은 일년 내내 판매한다. 채널 4에서 방영된 내용에 따르면 그렉스의 토마토 크림 수프에은 영양 정보에 표시된 내용보다 훨씬 더 많은 양의 설탕이 첨가되었음이 밝혀졌다. 회사 측의 자료에는 수프 300그램 당 설탕 5.7그램이 포함되었다고 명시되어있지만 실제 같은 양의 수프에는 설탕 25.4그램이 검출되었다. 이는 포장에 표시된 양의 약 5배에 달하는 수치이다. 그렉스는 영양성분표 표기법을 재검토하고 필요한 경우 조리법을 바꾸겠다는 답변을 내놓았다.

## 단종된 상품

### 마카로니 파이
마카로니 파이는 마카로니 파스타와 크림 치즈 소스를 채운 상품이다. 회사는 2015년 6월 발표에서 패스트리 상품군을 개편하기 위해 스코틀랜드 메뉴 중 마카로니 파이를 단종시키겠다고 밝혔다.
이에 많은 스코틀랜드 소비자들이 분개했고 그렉스의 해당 제품을 지키기 위한 캠페인이 진행되었다. 온라인 등지에서는 #파이살려 (#savethepie)라는 해시태그 운동이 벌어졌고 약 2,000명의 지지자들이 참여했다. 결국 마카로니 파이의 단종에 관한 주제가 스코틀랜드 의회에서 논의되기까지 하는 진풍경이 벌어졌다.